# Tifa Lockhart
Tifa Lockhart (ティファ・ロックハート?, Tifa Rokkuhāto) è uno dei personaggi principali del videogioco Final Fantasy VII e dei relativi spin-off.
È l'unica amica d'infanzia del protagonista Cloud Strife.

## Biografia
Tifa Lockhart nasce a Nibelheim. Sebbene conoscesse Cloud Strife, suo vicino di casa, fin dall'infanzia le circostanze li hanno tenuti separati.
Perde la madre ad otto anni. Poco dopo si incammina lungo il sentiero del monte Nibel, nella convinzione che sua madre fosse andata oltre le montagne. I suoi tre più stretti amici l'abbandonano uno ad uno, timorosi di seguirla, tranne Cloud che la segue di nascosto. Quando Tifa improvvisamente cade e scivola lungo la montagna, Cloud interviene per salvarla, ma arriva troppo tardi ed entrambi precipitano lungo il crinale.
Cloud se la cava solo con un ginocchio sbucciato, ma Tifa rimane in coma per una settimana. Il padre di Tifa ritiene Cloud responsabile per l'incidente e questi, addossandosi la colpa, inizia a farsi coinvolgere in diverse risse per dimostrare di essere sufficientemente abile da poter proteggere Tifa.
All'età di quattordici anni Cloud chiede a Tifa di incontrarla di notte presso il pozzo al centro della piazza cittadina. Cloud quindi le racconta del suo progetto di partire per Midgar e di entrare nei Soldier per via della sua grande ammirazione nei confronti dell'eroe Sephiroth; questa decisione è però principalmente attribuibile al suo desiderio di impressionare Tifa ("Ho pensato che se fossi diventato forte, Tifa mi avrebbe notato").
Tifa rimane stupita dalla volontà di Cloud e gli chiede di promettere che se mai avesse realizzato il suo sogno e se lei si fosse trovata in difficoltà lui sarebbe arrivato a salvarla.
In primavera Cloud parte per Midgar. Nonostante non fossero stati molto intimi, a parte alcuni giorni passati a giocare insieme quand'erano piccoli, Tifa dopo la sua partenza, inizia a pensare a lungo a lui. Si chiedeva come se la stesse cavando e se fosse riuscito ad unirsi ai Soldier. Inizia a leggere i giornali, cercando notizie che lo riguardino e sperando di ricevere lettere. Trascorrono diversi anni prima di avere nuovamente notizie di Cloud.
All'età di quindici anni Tifa viene reclutata come guida da un gruppo di Soldier che stavano ispezionando il reattore Mako dei monti Nibel. Il gruppo consiste nei Soldier di prima classe Sephiroth e Zack Fair, e da due soldati, uno dei quali, all'insaputa di Tifa, era Cloud. Dopo l'ispezione il gruppo ritorna al paese e Sephiroth si ritira nella Shin-Ra Mansion a leggere le note lasciate dal professor Gast, che gli rivelano la sua vera origine e gli suggeriscono il suo vero scopo. All'improvviso, una notte, Sephiroth incendia Nibelheim e ne massacra gli abitanti, andandosene fra le fiamme verso il reattore Mako.
Lasciando la città in rovina e la maggior parte dei suoi cari morti, Tifa rincorre Sephiroth fino al reattore, solo per scoprire che aveva ucciso anche suo padre. In preda ad una rabbia cieca tenta di ucciderlo con la Masamune, spada di Sephiroth, restando ferita da un suo fendente e incosciente sul pavimento. Poco dopo arriva anche Cloud che trova il corpo apparentemente privo di vita di Tifa in fondo alle scale del reattore ed in preda alla furia colpisce Sephiroth alle spalle con la spada di Zack (anch'egli rimasto ferito da uno scontro con Sephiroth). Qui Cloud, dopo essere stato infilzato allo stomaco dalla Masamune, riesce a gettarlo nelle profondità del reattore, dove quest'ultimo scompare senza lasciare traccia; Cloud quindi raccoglie il corpo di Tifa e la porta in una posizione più riparata. Successivamente arriva Zangan, suo allenatore di arti marziali, che la porterà al sicuro, mentre Cloud e Zack, esanimi, sono prelevati dagli uomini di Hojo e rinchiusi nei sotterranei della tenuta Shin-Ra.
A causa della gravità delle sue ferite, Zangan porta l'inconscia Tifa fino a Midgar, dove la lascia alle cure di un dottore. Una volta guarita Tifa apre il bar "7th Heaven" nel Settore 7 di Midgar. Qui incontra Barret Wallace e sua figlia Marlene, ai quali da riparo nel suo bar. Barret si rivela il leader del gruppo Avalanche, a cui Tifa si unisce per vendicarsi di Shin-Ra e degli eventi avvenuti a Nibelheim.
Tifa troverà nuovamente il suo amico d'infanzia più avanti negli anni, in uno stato semi comatoso dopo la lunga fuga con Zack Fair dalla tenuta Shin-Ra. È la prima volta che lo vede in sette anni, sebbene egli dica che sono stati solo cinque. Ben presto Tifa si rende conto che Cloud non è la stessa persona che lei conosceva quando si sono lasciati, dopo la promessa fattale da quest'ultimo quando erano ragazzi. Preoccupata dalle sue condizioni, lo convince ad unirsi ad Avalanche per poterlo tenere d'occhio.

## Altre apparizioni
Oltre ad apparire in tutte le opere della Compilation of Final Fantasy VII, Tifa compare nel videogioco Kingdom Hearts II e nei picchiaduro Dragon Quest & Final Fantasy in Itadaki Street Special e Ehrgeiz, pubblicati entrambi da Squaresoft.
Inoltre è presente come personaggio giocabile in Dissidia 012 Final Fantasy.

## Accoglienza
È arrivata al diciannovesimo posto nella classifica dei migliori personaggi di videogiochi di sempre secondo un sondaggio di Famitsū, dietro ai soli Cloud e Yuna per quanto riguarda la serie Final Fantasy.
Retrospettivamente, la rivista Famitsū ha classificato Tifa come la seconda eroina più famosa dei videogiochi degli anni '90.